# 冷遹旧居
冷遹旧居，位于江苏省镇江市丹徒区黄墟镇，是中华人民共和国江苏省文物保护单位之一。
2002年10月22日，授予江苏省文物保护单位，是一座近现代重要史迹及代表性建筑。